# NGC 2964
NGC 2964 este o intermediate spiral galaxy⁠(d) situată în constelația Leul. A fost descoperită în 6 decembrie 1785 de către William Herschel. Se află la o distanță de 17,46 megaparseci de Pământ.